# Belforte all'Isauro
Belforte all'Isauro är en ort och kommun i provinsen Pesaro e Urbino i regionen Marche i Italien. Kommunen hade 741 invånare (2018).